# Bombylius erythrocerus
Bombylius erythrocerus är en tvåvingeart som beskrevs av Mario Bezzi 1901. Bombylius erythrocerus ingår i släktet Bombylius och familjen svävflugor. Inga underarter finns listade i Catalogue of Life.